# ILGA-Europe
ILGA-Europe je evropská frakce Mezinárodní lesbické, gay, bisexuální, trans a intersex asociace. Jedná se o lobbistickou skupinu hájících zájmy leseb, gayů, bisexuálů, transgender a intersex na evropské úrovni. Počet jejích členů se pohybuje v řádu 407 organizací napříč celou Evropou. Asociace má konzultativní status v Ekonomické a sociální radě OSN  a účastnický status v rámci Rady Evropy.

## Historie
ILGA-Europe byla založená v r. 1996 svojí mateřskou organizací Mezinárodní lesbická, gay, bisexuální, trans a intersex asociace, která se rozhodla vytvořit několik dceřiných organizací v jednotlivých regionech. Jako taková je zodpovědná za podporu rozvoje evropského LGBT hnutí, včetně Transgender Europe, Inter-LGBT a za spolupráci s Evropskou unií, Radou Evropy a Organizací pro bezpečnost a spolupráci v Evropě.
Zpočátku pracovala ILGA-Europe na bázi dobrovolníků. Nicméně v r. 2001 se začala stávat přínosnou pro anti-diskriminační politiku Evropské unie (článek 13 Amsterdamské smlouvy), čímž získala přístup k financování své činnosti prostřednictvím programu PROGRESS. ILGA-Europe tak získala možnost mít svojí vlastní kancelář v Bruselu, získat trvalý personál, a rozjet extenzivní program boje s homofobní diskriminací v rámci členských zemí EU a přistoupivších zemí.
- 2000 – Bukurešť, Rumunsko, téma Akceptace diverzity
- 2001 – Rotterdam, Netherlands, téma Partnerství
- 2002 – Lisabon, Portugalsko, téma Uznání diverzity, podpora rovnosti
- 2003 – Glasgow, Spojené království, téma Politika v praxi aneb jak dosáhnout LGBT rovnosti
- 2004 – Budapešť, Maďarsko, téma Coming out v EU
- 2005 – Paříž, Francie
- 2006 – Sofie, Bulharsko, téma Jsme rodina – naše rodiny v Evropě a evropská rodina
- 2007 – Vilnius, Litva, téma LGBT práva jsou lidská práva – respekt, uznání a odpovědnost
- 2008 – Vídeň, Rakousko, téma Mysli globálně, jednej lokálně
- 2009 – Malta, téma Boření náboženských a kulturních bariér při dosahování LGBT rovnosti
- 2010 – Haag, Nizozemsko, téma Ukaž svojí odlišnost, čel předsudkům, rozvíjej naše aliance
- 2011 – Turín, Itálie, téma Lidská práv a "tradiční hodnoty":střet či dialog?
- 2012 – Dublin, Irsko, téma Podpora LGBTI rovnosti v dobách ekonomické krize
- 2013 – Záhřeb, Chorvatsko, téma Rodina! Jednej mozkem i srdcem
- 2014 – Riga, Lotyšsko, téma Hnutí: přední udržitelná změna
- 2015 – Athény, Řecko, téma Víc hlasů, jedno hnutí - spolu dohromady zmobilizujme celou společnost
- 2016 - Nikósie, Kypr, téma Síla lidu - Oslava 20 let od našeho založení
- 2017 - Varšava, Polsko

## Současná práce
ILGA-Europe pracuje na podpoře rovnosti a boje s diskriminací LGBT lidí v azylovém řízení, vzdělávání, zaměstnání, rodinném právu, svobodě shromažďování, trestním právu, a zdravotnictví; dále působí jako světový ochránce lidských práv. Asociace všem svým 407 členským organizacím poskytuje finanční zázemí a tréninkové programy za účelem maximalizace účinnosti a užití zdrojů LGBT organizací k dosažení cílů, maximalizace advokátní práce na evropské úrovni a zajištění udržitelnosti pohybu LGBT hnutí v Evropě.